# Stary Kraków
Stary Kraków (niem. Altkrakow) – wieś w Polsce położona w województwie zachodniopomorskim, w powiecie sławieńskim, w gminie Sławno, nad Wieprzą.
W latach 1975–1998 miejscowość administracyjnie należała do województwa słupskiego.
W 1855 roku w ówczesnym Altkrakow (Prusy) urodził się niemiecki ornitolog Hans Friedrich Gadow, później obywatel Wielkiej Brytanii, członek Royal Society i Brytyjskiej Unii Ornitologów.

## Zabytki
- murowany kościół późnogotycki z XV w., zniszczony w 1945, odbudowany w 1962. Posiada fasadę przesłoniętą niską, masywną wieżą z hełmem ostrosłupowym. Wskutek licznych przebudów elewacje świątyni straciły część ozdobnego detalu gotyckiego, w wyposażeniu cenne barokowe ołtarze i ambona[3];
- grodzisko wyżynne, wczesno- i późnośredniowieczne[4].

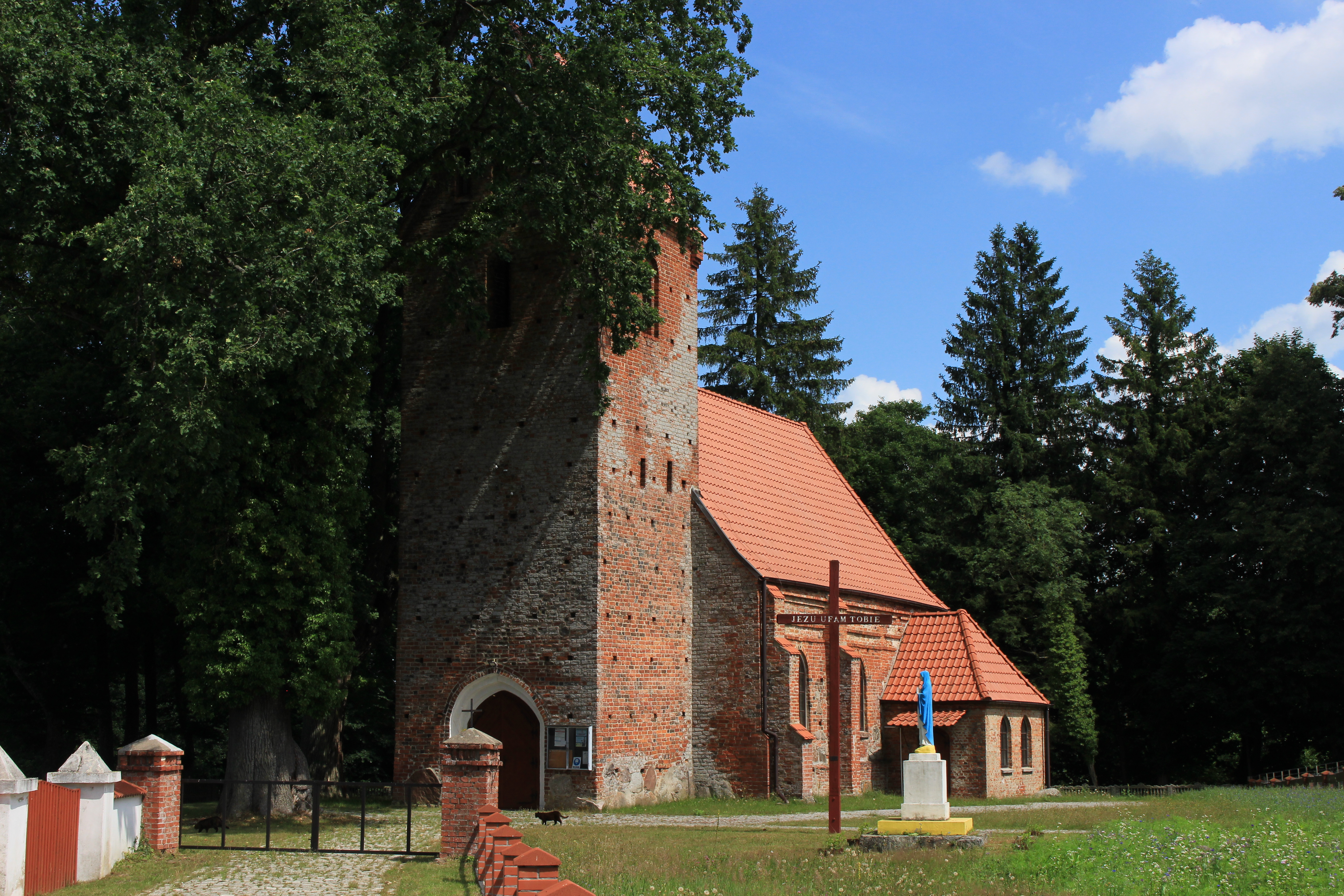
Kościół
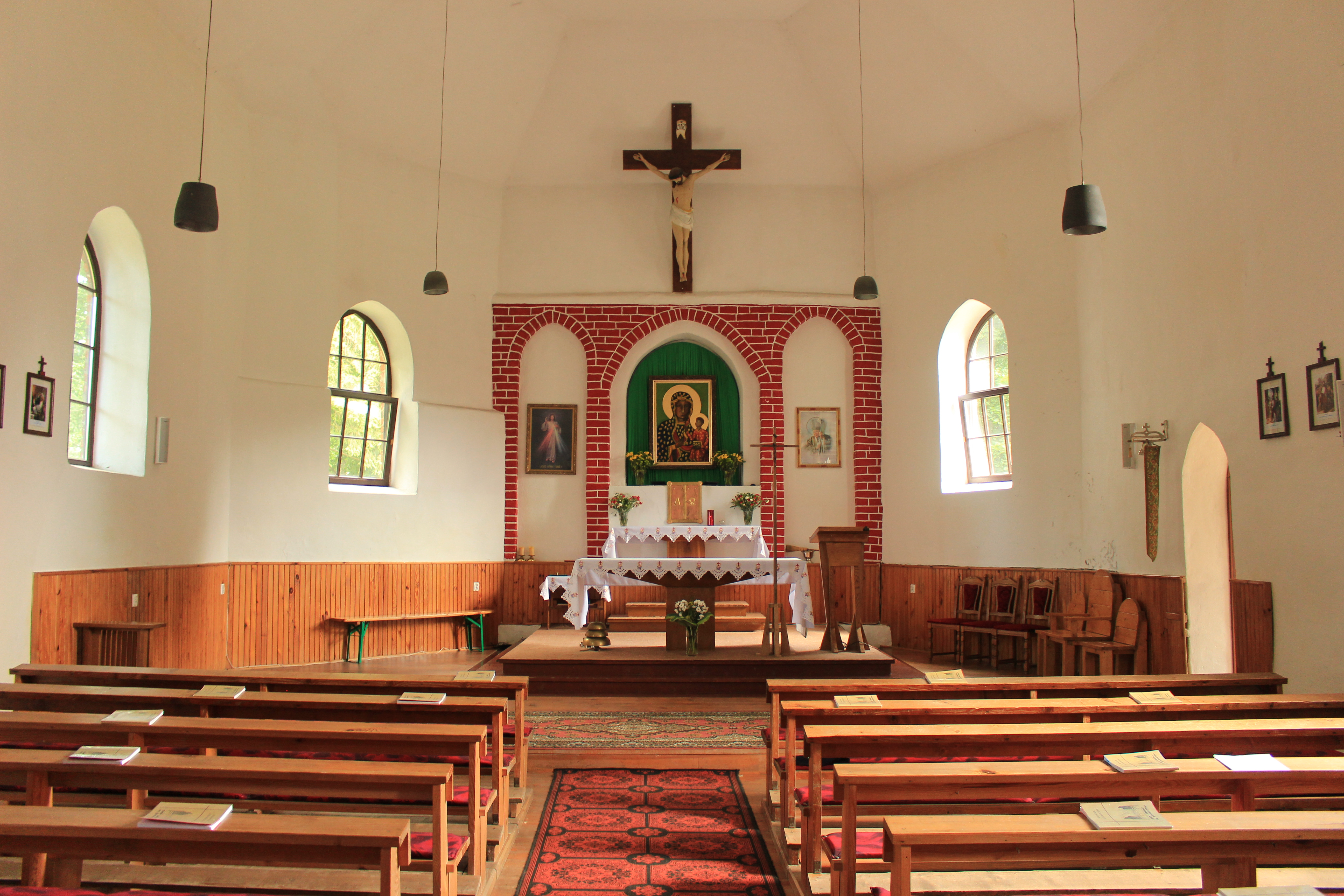
Ołtarz w kościele
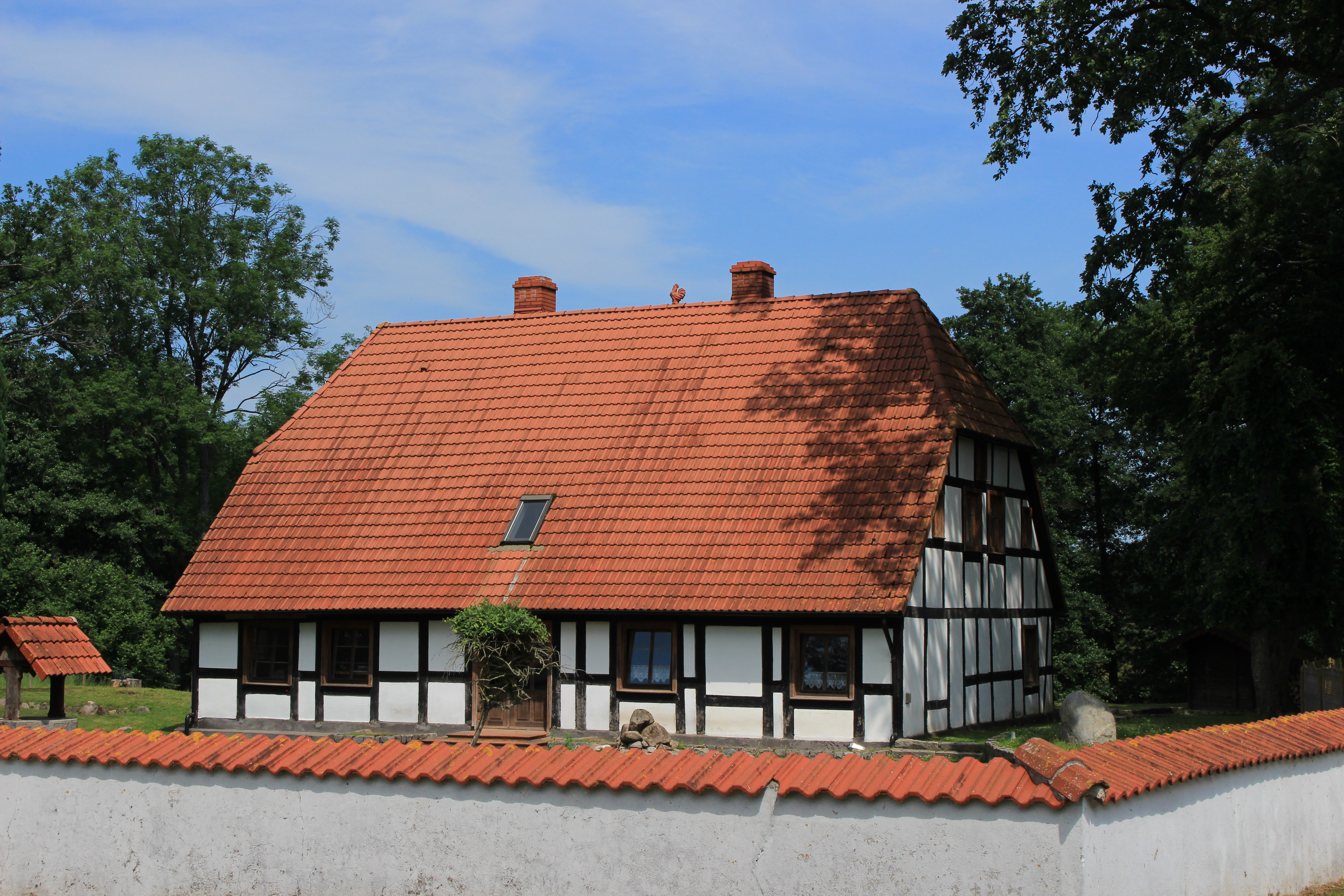
Chata

## Lasy Starokrakowskie
Kompleks leśny położony w kolanie dolnej Wieprzy na północ od Sławna, najbardziej wartościowy jest obszar nadrzeczny w okolicach wsi Stary Kraków. Zajmując powierzchnię ok. 60 km² stanowią jeden z większych kompleksów leśnych położonych blisko morza.